# Korsriddare
- Övre vänster: Medeltida målning av Ludvig av Burgund (1297–1316).
- Övre höger: Korsriddare bedjande mot sitt svärd.
- Undre vänster: Tyska ordenryttare (skådespelare).
- Undre höger: Riddare. Målning, signerad Mäster Amund, från den numera förstörda Södra Råda kyrka. Sent 1400-tal.

Korsriddare kallas de andliga riddare eller krigarmunkar som deltog i medeltidens korståg till det Heliga landet efter att ha svurit en helig ed på att befria Jerusalem, den Heliga Staden. Korsriddarna bildade Korsfararstaterna under första korståget.
Korsriddarna hade som kännetecken ett kors på skölden eller på sin rustning. På senare korståg började man även ha röda kors på olika typer av plagg.

## Korsriddarordnarna
De tre största medeltida riddarordnarna var Tempelherrarna grundade 1119, Johanniterorden som grundades 1099 och Tyska orden från år 1191. Enligt kyrkans lag var korsriddarordnarna endast underställda påven och Gud och de erkände inga andra auktoriteter.
Tempelherrarna eller tempelriddarna, var en andlig riddarorden som instiftades 1119 i Jerusalem av 9 franska riddare. Denna orden fick sitt säte på platsen för Salomos tempel vilket gav orden dess namn. Tempelriddarna var både munkar och riddare och hade till uppgift att skydda alla kristna pilgrimer som vallfärdade till Jerusalem och att skydda de heliga platserna som den Heliga graven och Födelsekyrkan.

## Korsriddare i litteraturen
Fiktiva tempelriddare är vanliga i skönlitteraturen, kända exempel är Brian de Bois-Guilbert i Ivanhoe och Jan Guillous svenske korsriddare Arn Magnusson av Folkungaätten, den senare filmatiserad 2007 som Arn – Tempelriddaren med en uppföljare 2008 som Arn – Riket vid vägens slut, två av de dyraste filmerna i Svensk filmhistoria.